# Nilobezzia brevipalpis
Nilobezzia brevipalpis är en tvåvingeart som först beskrevs av Jean-Jacques Kieffer 1924.  Nilobezzia brevipalpis ingår i släktet Nilobezzia och familjen svidknott. Inga underarter finns listade i Catalogue of Life.